# Christian Wilhelm Schweitzer

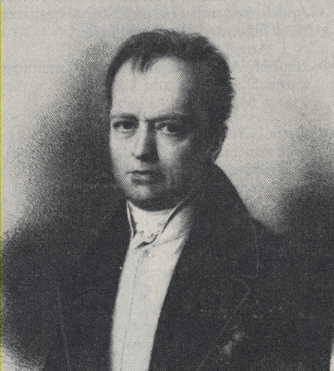
Christian Wilhelm Schweitzer. Lithographie von Hanns Hanfstaengl

Christian Wilhelm Schweitzer (* 1. November 1781 in Naumburg (Saale); † 26. Oktober 1856 in Clodra) war ein deutscher Jurist und Politiker. Er war ab 1843 Staatsminister im Großherzogtum Sachsen-Weimar-Eisenach.

## Leben
Schweitzer wurde 1781 im sächsischen Naumburg an der Saale als Sohn des dortigen Kaufmanns Christian Schweitzer und der Christina Dorothea geborenen Frenkel geboren. Er wurde von Privatlehrern unterrichtet, klagte später aber das er erst auf der Universität eingesehen habe, wie lückenhaft sein Wissen war. Er studierte von 1799 bis 1802 Rechtswissenschaften an der Universität Leipzig und promovierte dort, erst 22-jährig, 1803. Schweitzer habilitierte an der Wittenberger Universität und beschäftigte sich intensiv mit Rechtsgeschichte und Wechselrecht, ließ sich aber schon drei Jahre später als Rechtsanwalt in Ronneburg nieder. 1808 heiratete er Auguste Charlotte Heubner, Tochter des Großherzoglichen Rates in Ronneburg Christian Heubner. 1810 wurde er Professor der Rechte an der Universität Jena. Am 9. Oktober 1811 wird sein Sohn Lorenz Wilhelm geboren.
1814 und 1815 war er maßgeblich am Aufbau des Weimarer Landsturms beteiligt und wurde selbst Feldoberst des III. Jenaer Banners. 1815 arbeitete er in dem deutschen Zentralverwaltungsdepartement in Frankfurt am Main, einer Einrichtung des Freiherren von Stein, als Vertreter der Universität Jena mit. Zu Schweitzers bedeutendster Leistung gehörte die Ausarbeitung der Verfassung des Großherzogtums Sachsen-Weimar-Eisenach. Der juristische Experte war als Mitarbeiter aktiv an der Ausgestaltung des Grundgesetzes beteiligt. Das Großherzogtum war einer der ersten Staaten des Deutschen Bundes, der gemäß Artikel XIII der Deutschen Bundesakte das dort gegebene Verfassungsversprechen umsetzte. Die Verfassung wurde 1816 verkündet und erregte in ganz Deutschland großes Aufsehen. Schweitzer war auch Autor zahlreicher juristischer Aufsätze und Fachliteratur, die vielfach Beachtung fand. 1817 wurde er für die Universität Jena in den neuen Landtag von Sachsen-Weimar-Eisenach gewählt und dort zum „1. Gehilfen“ (Vizepräsident) ernannt.
Christian Wilhelm Schweitzer zählt neben Heinrich Luden, Lorenz Oken, Jakob Friedrich Fries und Dietrich Georg von Kieser zu den sog. politischen Professoren an der Universität Jena. Zusammen mit Fries, Kieser und Oken nahm er 1817 am Wartburgfest teil und war von dem patriotischen Eifer tief beeindruckt. Allerdings war seine Teilnahme eher zufällig, da er sich gerade auf Dienstreise befand. Bei der nach dem Fest vor allem vom preußischen Leitenden Direktor des Polizeiministeriums Karl Albert von Kamptz ausgehenden Kampagne gegen die Weimarer Politik, die Universität Jena sowie im Prozess gegen Fries, bemühte er sich als Mitglied des Jenaer Oberappellationsgerichts, die Angriffe abzuwehren. In der gleichzeitigen Auseinandersetzung zwischen dem Weimarer Staat und seiner Landesuniversität in Jena schwenkte er aber, im Gegensatz zu Oken, auf die Seite des Staates.
Daraufhin berief ihn Großherzog Karl August 1818 in den Staatsdienst und ernannte Schweitzer zum Geheimen Staatsrat mit Sitz und Stimme im Staatsministerium. 1827 wurde er Vorsitzender der Immediatkommission für Erziehungs- und Unterrichtswesen und 1828 Wirklicher Geheimer Rat mit dem Titel Exzellenz. Schweitzer wurde nach Goethes Tod 1832 dessen Nachfolger in der Weimarer Oberaufsicht über die unmittelbaren Anstalten für Kunst und Wissenschaft und behielt auch später als Leiter des III. Departments des Weimarer Staatsministeriums die Verantwortung für die Kirchen- und Schulangelegenheiten des Großherzogtums. Er unterstützte die kleinstaatliche Politik und begrüßte die Teilnahme des Weimarer Staates am Mitteldeutschen Handelsverein. 1843 zum Staatsminister ernannt, war er zunehmend konservativ ausgerichtet. So lehnte er unter anderem eine Beschränkung der fürstlichen Ausgaben und die Forderung nach öffentlichen Landtagssitzungen strikt ab.
Nach der Märzrevolution 1848 forderte die liberale Opposition den Rücktritt der Hauptvertreter der alten Ordnung. Am 11. März wurde Schweitzer aus dem Staatsdienst entlassen. Bereits am 2. Februar 1848 hatte er ein Entlassungsgesuch eingereicht, das aber abgelehnt wurde. Schweitzer zog sich auf seine Güter in Clodra bei Berga/Elster zurück. Dort feierte er noch, hochgeehrt von der fürstlichen Familie und ehemaligen Kollegen, 1853 sein 50-jähriges Doktorjubiläum. Drei Jahre später starb Christian Wilhelm Schweitzer im Alter von 74 Jahren in Clodra.

## Werke
- Über den Provocationsproceß bef. nach sächs. Recht. (1807)
- Lehrbuch des sächs. bürgerlichen Processes. (1813)
- Über juristische Uebungs-Collegien. (1817)
- Öffentliches Recht des Großh. S. Weimar-Eisenach. (1825)